# Comarca de Fisterra
Fisterra is een comarca van de Spaanse provincie A Coruña. De hoofdstad is Fisterra, de oppervlakte 336,9 km² en het heeft 74.466 inwoners (2005).
Tot de comarca behoort ook de Cabo Fisterra, de "kaap aan het einde van de wereld", het meest westelijke punt van het Spaanse vasteland. Vele pelgrims op de pelgrimsroute naar Santiago lopen door tot deze rots in de branding. Het meest westelijk gelegen punt van Europa is de Cabo de Roca in Portugal.

## Gemeenten
Cee, Corcubión, Dumbría, Fisterra en Muxía.